# Medford/Tufts (métro de Boston)
Medford/Tufts est une station de métro à Medford, dans le Massachusetts, aux États-Unis. Terminus d'une branche de la ligne verte du métro de Boston, elle a ouvert le 12 décembre 2022.